# ポール・K・ベネディクト
ポール・キング・ベネディクト（Paul King Benedict、1912年7月5日 – 1997年7月21日）は、アメリカ合衆国の言語学者、人類学者、東洋学者、精神科医。
中国名は白保羅（Bái Bǎoluó）。とくにシナ・チベット語族やタイ・カダイ語族の比較言語学的な研究で知られる。

## 生涯
ベネディクトはニューヨーク州ポキプシーで生まれた。はじめコーネル大学に入学したが、1932年にニューメキシコ大学に移り、クライド・クラックホーンのもとで人類学を学んだ。1934年に卒業した後、クルックホーンを追ってハーバード大学に移り、大学の附属図書館で働きつつハーバード燕京研究所で中国学を学んだ。
1937年から翌年にかけてアジア各地でフィールドワークを行った。帰国後、アルフレッド・L・クローバーの招きでカリフォルニア大学バークレー校に行き、1938年から1940年までロバート・シェーファーを引きついでシナ・チベット語文献学プロジェクトの監督を行った。ハーバードに戻った後、東南アジアの親族構造に関する論文で1941年に人類学の博士の学位を取得した。
第二次世界大戦中は米軍兵士向けのアジア諸言語の冊子の編集などの仕事を行った。
ベネディクトは1944年から医学を学び、1948年に学位(M.D.)を得た。1949年から1966年まで精神科医として働き、言語学者としての仕事はその間中断していた。
1966年以降ふたたび言語学の研究を開始した。1968年には第1回のシナ・チベット語言語学会議を開催した。
1997年に交通事故により死亡した。

## 業績
ベネディクトは教職についたことはなかったが、アジア諸言語の研究でさまざまな先駆的業績を残した。
シナ・チベット語族については、バークレーでのプロジェクトに対する概説として『シナ・チベット語概要』(Sino-Tibetan: A Conspectus)を1940年代はじめに著したものの、原稿のまま放置されていた。1972年になって、ジェームズ・A・マティソフの協力によって完成・出版された。この著作では約700語からなるチベット・ビルマ祖語を構築し、これとベルンハルド・カールグレンの再構した中国語上古音を使って約300の同系語を指摘した。
ベネディクトは1942年にタイ語と当時ようやく知られるようになった黎語・ケラオ語・ラカ語（プペオ語）・ラティ語（ラチ語）を同系として「タイ・カダイ語」と呼び、これがさらに「インドネシア語（オーストロネシア語族）」と同系であると主張した。従来主張されていた中国語とタイ語の親縁性は否定した。
タイ・カダイ語族の考えは広く受け入れられたが、タイ・カダイ語族とオーストロネシア語族との親縁関係は現在も決着がついていない。
1966年以降ベネディクトは再びこの問題に関する論文を発表し、1975年には著書『Austro-Thai Language and Culture』にまとめた。さらに1990年には日本語を含む「Japanese/Austro-Tai」説を公にした。1975年の書ではミャオ・ヤオ語族とオーストロ・タイ語族の親縁性を、1990年の書ではこれに加えて日本語とオーストロネシア語族の親縁性を説いた。